# Лос Сантос
Лос Сантос (на испански: Los Santos) е една от 10-те провинции на централноамериканската държава Панама. Площта ѝ е 3809 квадратни километра и има население от 95 557 души (по изчисления за юли 2020 г.). Столицата ѝ е град Лас Таблас.